# Campionati nordici di lotta 2017
I campionati nordici di lotta 2017 si sono svolti a Panevėžys, in Lituania, il 10 giugno 2017.

## Podi

### Lotta greco-romana
| Evento        | Oro                 | Argento            | Bronzo                                |
| Fino a 59 kg  | Justas Petravičius  | Juuso Latvala      | Mattias Poutanen                      |
| Fino a 66 kg  | Rami Syrjä          | Edgaras Venckaitis | Aleksandrs Jurkjans Houssam Omar      |
| Fino a 71 kg  | Fredrik Bjerrehuus  | Toni Ojala         | Pål Eirik Gundersen Zakarias Tallroth |
| Fino a 75 kg  | Tero Halmesmäki     | Niko Erkkola       | Manfred Edsberg Rajbek Bisultanov     |
| Fino a 80 kg  | Alexandros Kessidis | Mark Madsen        | Jarno Ålander                         |
| Fino a 85 kg  | Zakarias Berg       | Emil Sandahl       | Julius Matuzevičius                   |
| Fino a 98 kg  | Vilius Laurinaitis  | Arvi Savolainen    | Romas Fridrikas                       |
| Fino a 130 kg | Mantas Knystautas   | Tuomas Lahti       | Oskar Marvik                          |

### Lotta libera maschile
| Evento        | Oro                   | Argento          | Bronzo                            |
| Fino a 57 kg  | Fatos Durmishi        | Sten Orav        | Teemu Laurila Svajūnas Šakys      |
| Fino a 65 kg  | Tomas Baracevičius    | Marek Kuett      | Miska Suhonen Šarūnas Jurčys      |
| Fino a 74 kg  | Ivars Samušonoks      | Jere Kunnas      | Vili Sillanpää Nikita Gerasimovas |
| Fino a 86 kg  | Edgaras Voitechovskis | Henri Selenius   | Domantas Pauliuščenko             |
| Fino a 97 kg  | Sven Engstroem        | Lukas Krasauskas | Albin Frid                        |
| Fino a 125 kg | Ragnar Kaasik         | –                | –                                 |

### Lotta libera femminile
| Evento       | Oro                | Argento        | Bronzo                         |
| Fino a 53 kg | Jenna Sihtola      | Annimaria Aho  | Vaida Puidaite Silje Kippernes |
| Fino a 58 kg | Giedrė Blekaitytė  | Jenna Hautala  | Kornelija Zaicevaitė           |
| Fino a 63 kg | Grace Bullen       | Tora Berntsen  | Kadri Vilba                    |
| Fino a 69 kg | Danutė Domikaitytė | Anette Traks   | –                              |
| Fino a 75 kg | Epp Mäe            | Iselin Solheim | Greta Ceponyte                 |